# Jesús Manzano
Jesús-Maria Manzano Ruano (* 12. Mai 1978 in San Lorenzo, Spanien) ist ein ehemaliger professioneller Radrennsportler. 
Manzano fuhr von 2000 bis 2003 für das Radsportteam Kelme. 2001 gewann er eine Etappe in der Vuelta a La Rioja, 2003 in der Katalonien-Rundfahrt. Manzano bestritt alle Grand Tours.
Im März 2004 veröffentlichte die spanische Zeitung As eine Serie von Berichten, in denen Manzano eine detaillierte Beschreibung der Dopingpraktiken im Kelme-Team gab. Laut Manzanos Aussage wurden ihm während der Tour de France EPO, Kortison, Wachstumshormone und Tierplasma verabreicht. Außerdem sei das Doping im ganzen Team professionell geplant und durchgeführt worden.
2007 meldete sich Manzano im Zuge der Dopingaffäre des Team Telekom erneut zu Wort. In einem Interview für den Stern bezichtigte er Rolf Aldag, bei seinem Doping-Geständnis nicht die volle Wahrheit gesagt zu haben. Weiterhin beschuldigte er seinen ehemaligen Teamkollegen Alejandro Valverde, gedopt zu haben.

## Belege
1. ↑  Doping: Ex-Radprofi Manzano: "Aldag lügt" Die Zeit, 20. Juni 2007

| Personendaten    | Personendaten                                   |
| ---------------- | ----------------------------------------------- |
| NAME             | Manzano, Jesús                                  |
| ALTERNATIVNAMEN  | Manzano Ruano, Jesús-Maria (vollständiger Name) |
| KURZBESCHREIBUNG | spanischer Radrennsportler                      |
| GEBURTSDATUM     | 12. Mai 1978                                    |
| GEBURTSORT       | San Lorenzo, Spanien                            |